# Bilderbergconferentie 1995
De Bilderbergconferentie van 1995 werd gehouden van 8 t/m 11 juni 1995 in het Palace Hotel in Burgenstock, Zwitserland. Vermeld zijn de officiële agenda indien bekend, alsmede namen van deelnemers indien bekend. Achter de naam van de opgenomen deelnemers staat de hoofdfunctie die ze op het moment van uitnodiging uitoefenden.

## Agenda
- What is NATO supposed to do? (Wat zou de NAVO moeten doen?)
- Is there work for all? (Is er werk voor iedereen?)
- Atomization of society: Impact on political behavior of new technology (Verneveling van de samenleving: Impact op het politieke gedrag van nieuwe technologie)
- Looking (Back) at Washington ((Terug)kijken naar Washington)
- Current events: Turkey and the Atlantic Alliance (Actuele zaken: Turkije en de Atlantische Alliantie)
- Is there still a North Atlantic Community? (Is er nog steeds een Noord-Atlantische gemeenschap?)
- Should the European Union integrate further, and why? (Zou de Europese Unie verder moeten integreren en waarom?)
- Our agendas for WTO and World Bank (Onze agenda's voor de WHO en de Wereldbank)
- Current events: Former Yugoslavia (Actuele zaken: Voormalig Joegoslavië)
- Peacekeeping in an Unstable World (Vredeshandhaving in een onstabiele wereld)
- Lessons of the New Currency Crises (Lessen uit de nieuwe valutacrisis)
- Practical steps toward better Global Governance and Rules (Praktische stappen op weg naar betere mondiale beheersing en regels)

## Deelnemers
- Nederland - Koningin Beatrix, staatshoofd der Nederlanden
- Nederland - Ernst van der Beugel, Nederlands emeritus hoogleraar Internationale Betrekkingen RU Leiden
- Nederland - Hans van den Broek EU-commissaris Europese Unie

1954 ·
1955 (1) ·
1955 (2) ·
1956 ·
1957 (1) ·
1957 (2) ·
1958 ·
1959 ·
1960 ·
1961 ·
1962 ·
1963 ·
1964 ·
1965 ·
1966 ·
1967 ·
1968 ·
1969 ·
1970 ·
1971 ·
1972 ·
1973 ·
1974 ·
1975 ·
(1976) ·
1977 ·
1978 ·
1979 ·
1980 ·
1981 ·
1982 ·
1983 ·
1984 ·
1985 ·
1986 ·
1987 ·
1988 ·
1989 ·
1990 ·
1991 ·
1992 ·
1993 ·
1994 ·
1995 ·
1996 ·
1997 ·
1998 ·
1999 ·
2000 ·
2001 ·
2002 ·
2003 ·
2004 ·
2005 ·
2006 ·
2007 ·
2008 ·
2009 ·
2010 ·
2011 ·
2012 ·
2013 ·
2014 ·
2015 ·
2016 ·
2017 ·
2018 ·
2019 ·
2020 ·
2021 ·
2022 ·
2023